# 跑馬地地下蓄洪計劃
跑馬地地下蓄洪計劃（英語：Happy Valley Underground Stormwater Storage Scheme）為香港政府於2012年執行的水利計劃，用以改善灣仔及跑馬地地區的防洪水平。計劃範圍設計於香港島跑馬地馬場地下。跑馬地地下蓄洪計劃涉及約10億港元的投資額數，其中主體工程費用佔了6億7千8百萬港元，前期工程於2011年9月啟動，主體工程分為兩個階段進行，首階段於2015年3月月底竣工及啟用，第二階段於2017年3月16日竣工及啟用，耗資逾10億港元。跑馬地地下蓄洪計劃為香港政府有史以來批出過最最大規模的「新工程合約」項目， 此工程亦引進了幾項創新及環境保護的元素。

## 結構
跑馬地地下蓄洪計劃主要包括了在跑馬地馬場地下興建容量為6萬立方米、相等於約24座標準游泳池的蓄洪池，以暫時儲存在暴雨期間所收集得來的雨水，令到下游的雨水流量大幅度地減低，以紓緩水浸的風險。是次工程首次採用了自動化監察系統，使到其能力控制從上游分流至蓄洪池的雨水流量，以減少蓄洪池的體積，並且透過淺缸設計，節省了水泵的耗電量及降低了建築成本和時間，能夠顧及防洪和環境保護兩方面的需要。

## 歷史
灣仔及跑馬地位處於低窪地區，雖然有雨水管道的疏導，但是雨水管道均有一定歷史年期，均是20年至30年前的工程產品，故此每當大豪雨來臨時，亦未必能夠應付，存在了水浸風險。2008年8月，跑馬地及黃泥涌道一帶的水浸範圍達30公頃，水浸情況嚴重。
有見及此，為了改善該地區的水浸情況，香港政府渠務署推出了多項計劃，包括於2012年8月竣工的港島西雨水排放隧道，位處於中游的跑馬地地下蓄洪計劃及位於下游的雨水排放系統改善工程。跑馬地地下蓄洪計劃的前期工程於2011年9月啟動。
2012年9月5日，在發展局常任秘書長（工務）韋志成和渠務署署長陳志超的見證下，渠務署副署長徐偉和承建商──俊和建築工程有限公司總裁彭一邦簽署了《跑馬地地下蓄洪計劃》的主體工程合約。首階段工程預計於2015年雨季前完成及啟用，次階段工程預計於2018年年初完工及啟用。

## 效率
渠務署需要在上游截流，於中游興建大型蓄水池及於下游改善排水設施以作防洪用途。跑馬地地下蓄洪池容量達6萬立方米，泵房每秒可以抽走1點5米高的洪水，並且設立了約1公里長的排水渠，有助於改善香港市區的水浸問題。工程亦設立了4個水位感應器，當下游感應器偵測到水浸風險，雨水將會被引流至蓄洪池處暫時儲存，待暴雨洪峰退去時，雨水才會排出大海。跑馬地地下蓄洪計劃的設計可以用以抵禦50年一遇的大暴雨。

## 獎項
2012年7月，跑馬地地下蓄洪計劃獲得「2012年國際水協會項目創新大獎」中的「東亞地區（規劃組別）大獎」。

## 相關參見
- 渠務署
- 水務署
- 港島西雨水排放隧道
- 荔枝角雨水排放隧道